# 波平陸軍補助施設

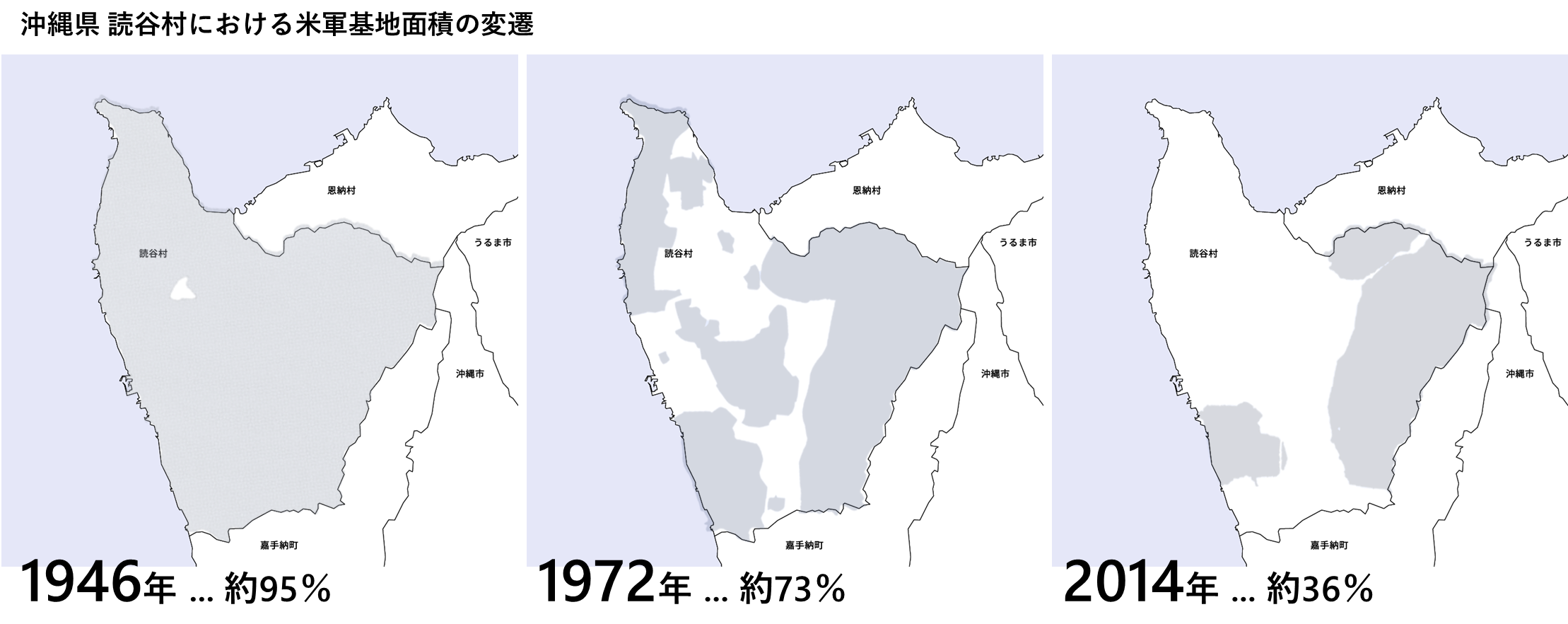
1972年、沖縄の本土復帰当時では、読谷村の村土約73パーセントが米軍基地であった。

波平陸軍補助施設（なみひらりくぐんほじょしせつ、英語: Namihira Army Annex）は、沖縄県読谷村波平・都屋に所在したアメリカ陸軍のミサイルサイト。1974年に日本へ返還された。

## 概要
読谷村の「波平サイト」とよばれていたミサイル・サイトは、沖縄返還協定の了解覚書A表で「波平陸軍補助施設」と改称された。 
- 旧称:「波平サイト」(Site Hanza)
- 改称: 「波平陸軍補助施設」(Hanza Army Annex)[1]
- 場所:読谷村字波平・字都屋
- 施設番号:FAC6035
- 面積:約40,500平方メートル
- 施設:司令部、兵舎、倉庫（鉄筋コンクリート建造物22棟）、自動車修理場・倉庫等（鉄骨造8棟）、光熱センター（木造1棟）、計31棟[2]

## ハンザの名称

### サイト・ハンザ
読谷村都屋・波平にあった「波平サイト」を米軍が「サイト・ハンザ」(Site Hanza) と呼ぶのは、「波平」(なみひら) の沖縄での口語に基づく。「波平」は、もともとの琉球語で「はびら」と発音し、それが沖縄口語で「はんじゃ」「はんざ」へ音韻が変化したものと考えられている。

### キャンプ・ハンザ
また、読谷村楚辺にあった「楚辺通信所」通称「象の檻」も、米軍の名称で「キャンプ・ハンザ」とよばれていた。

## 歴史
1945年4月1日、沖縄戦でアメリカ軍は読谷村の北飛行場と嘉手納の中飛行場の占領を第一に目指し上陸したため、読谷村の渡具知海岸一帯が上陸地となった。アメリカ軍はその日のうちに日本軍のこれらの飛行場を接収。その後、「読谷補助飛行場」と「嘉手納飛行場」を、さらに読谷村北西部には「ボーロー飛行場」を建設し、読谷村95パーセントの土地がアメリカ軍基地として囲い込まれた。住民は沖縄島の各所の民間人収容所に強制収容された。終戦から1年半を経て限定的に波平と高志保の一部に帰村が許された。
1946年8月、波平出身の当時の村長、知花英康が約600人の「建設隊」とともに入村し、名称を読谷山村から読谷村に改称、同年12月に波平地区に戦後最初の「読谷村役場」開設した。こうして波平は帰村と戦後復興の中心となった。しかし、その波平地区も西側を楚辺通信所や読谷補助飛行場、南側には陸軍補助施設に囲まれた狭い地所に限られていた。
- 1945年4月:沖縄戦で占領、米軍の物資集積所や車輌整備場として使用開始。
- 時期不明:高射砲部隊が設置され、砲台や兵舎等が建設された。
- 1972年5月15日:沖縄返還協定で「波平陸軍補助施設」と改称。

1974年1月、第15回安保協議委員会において返還が検討される施設として合意され、9ヵ月後の10月31日に全返還が行われた。
- 1974年10月31日:全返還

## 跡地開発
返還跡地には「県立都屋の里」、「県立読谷救護園」、「村立診療所」、「村立農村婦人の家」、「村立生き活き健康センター」等が整備されている。1972年時点で、読谷村の村土約73パーセントがアメリカ軍基地に占有されており、また無医村であったため、住民は嘉手納町や沖縄市の病院へ通院することを余儀なくされていた。そのため、跡地に診療所を計画。1978年5月には診療が開始され、隣接する「県立よみたん救護園」「県立都屋の里」と共に、読谷村の重要な医療と福祉の発展を支えている。